# Marpesia tutelina
Espèce
Marpesia tutelina est une espèce d'insectes lépidoptères de la famille des Nymphalidae, de la sous-famille  des Limenitidinae et du genre Marpesia.

## Dénomination
Marpesia tutelina a été décrit par William Chapman Hewitson en 1852 sous le nom initial de Timetes tutelina.

### Noms vernaculaires
Marpesia tutelina se nomme Tutelina Daggerwing en anglais.

## Description
Marpesia tutelina est un papillon aux ailes antérieures à bord costal bossu, apex en léger crochet et ailes postérieures portant chacune une longue et fine queue pointue.
Le dessus est de couleur rouge orné de plusieurs fines lignes marron parallèles aux bords externes des ailes.
Le revers plus clair, cuivré est orné des mêmes lignes mais de couleur violet foncé.

## Biologie

### Plantes hôtes
Aucune documentation.

## Écologie et distribution
Marpesia tutelina réside au Brésil,. Sa présence en Équateur reste à confirmer.

### Protection
Pas de statut de protection particulier trouvé.